# میثال (روستا)
 میثال  به عربی ( میثال  )، روستایی است در ناحیهٔ (قریة الحداد)، در عزلهٔ (بنو المیثال)، از توابع استان بیضاء در کشور یمن در شبه جزیره عربستان. 

## جمعیت
جمعیت آن ۱۷۹ نفر (۷ خانوار) می‌باشد.